# Бригада пылающего пламени
«Бригада пылающего пламени» (яп. 炎炎ノ消防隊 энъэн но сё:бо:тай) — манга, созданная Ацуси Окубо, публиковавшаяся с сентября 2015 года по февраль 2022 года в журнале Weekly Shōnen Magazine издательства Kodansha. Манга была опубликована в 34 томах.
Студия David Production выпустила аниме-экранизацию манги. Первый сезон транслировался с июля по декабрь 2019 года на телеканале MBS в блоке Super Animeism. Второй сезон транслировался с 3 июля по 11 декабря 2020 года.
По состоянию на май 2022 года было продано более 20 млн. копий манги.

## Сюжет
Человечество настигла Великая катастрофа (яп. 大災害 дайсайгай) — большую часть мира поглотило пламя, многие страны были уничтожены, а территории стали необитаемыми. Выжившие нашли убежище в Токийской империи, что была более-менее стабильна, хотя часть земли и была утеряна. Император Раффлз I установил на её территории Священную солнечную церковь и вместе с Haijima Industries возвёл завод «Аматэрасу», работающий на вечной термальной энергии, для обеспечения страны энергией.
В 198 год токийской солнечной эры были созданы специальные пламенные отряды для борьбы со случаями самовозгорания людей, в результате которых люди становятся живыми факелами — «огневиками» (яп. 焰ビト хомурабито). Огневики были первым поколением, тогда как более продвинутые версии включают рогатых демонов и сохраняющих человеческий вид пирокинетиков. Именно таких людей набирают в отряды из церкви, армии и пожарного департамента.
Главный герой истории Синра Кусакабэ, молодой пирокинетик, обладающий способностью воспламенять свои ноги, вступает в Восьмой пламенный отряд, чьей задачей является остановить атаки огневиков и следить за отсутствием коррупции в остальных семи отрядах. Они выходят на культ, стремящийся сделать всё, что можно, чтобы повторить Великую катастрофу.

## Медиа

### Манга
Манга «Бригада пылающего пламени» создана Ацуси Окубо. Её публикация началась 23 сентября 2015 года в журнале Weekly Shōnen Magazine. Позже главы были опубликованы в виде танкобонов издательством Kodansha, первый из которых вышел 17 февраля 2016 года. Всего было выпущено 34 тома. На русском мангу издаёт «Фантатиска Книжный Клуб», выход первого тома из печати состоялся в июне 2022 года.
В июле 2019 года на Anime Expo автор заявил, что собирается закончить мангу «в районе 30 тома. Хотя это может поменяться. Но не больше 50». В мае 2020 года Окубо заявил, что манга подходит к финишу, он также сообщил, что «Бригада пылающего пламени» будет его последней мангой.

### Аниме
14 ноября 2018 года была анонсирована аниме-адаптация, создаваемая студией David Production. Режиссёром сериала выступил Юки Ясэ, сценаристом — Ямато Хайдзима, за дизайн персонажей отвечал Хидэюки Мориока, а музыку — Кэнъитиро Суэхиро. Премьерный показ аниме прошёл с 5 июля по 27 декабря 2019 года на станциях Japan News Network, MBS и TBS как часть программного блока Super Animeism. Всего было показано 24 серии.
Из-за поджога студии Kyoto Animation 18 июля 2019 года, вызвавшего широкий общественный резонанс в Японии, показ третьей серии был отложен на неделю. Она вышла 26 июля вместо 19 июля, как планировалось. И в неё, и в последующие серии были внесены изменения, связанные с изображением пожаров.
Начальная тема сериала — «Inferno» (яп. インフェルノ Инфэруно), исполняемая Mrs. Green Apple, а завершающая — veil Кэйны Суды. Начальная тема второй части первого сезона «MAYDAY», исполняемая Coldrain feat. Рё из Crystal Lake с их альбома The Side Effects, а завершающая — «Nо̄nai» (яп. 脳内 Но:най), исполненная Lenny code fiction.
Второй сезон аниме был анонсирован в декабре 2019 года, а его премьерный показ начался 3 июля 2020 года. Официальные сообщения описывают сезон как «вторую главу» аниме. Режиссёром второго сезона стал Тацума Минамикава. В него также вошло 24 серии. Начальная тема первой половины сериала — «SPARK-AGAIN», исполненная Aimer, тогда как завершающая — «ID», исполненная Cider Girl. Во второй половине сериала их заменили песни «Torch of Liberty», исполняемая группой KANA-BOON, и «Desire (яп. ディザイヤ Дидзайя)» группы PELICAN FANCLUB, соответственно.

### Театральная постановка
7 января 2020 года была анонсирована театральная постановка. Представления были запланированы с 31 июля по 2 августа в художественном театре Умэда в Осаке и с 7 по 9 августа 2020 года в KT Zepp Yokohama в Канагаве. Режиссёром-постановщиком выступает Сё Кубота, сценаристом Юсэй Нарусэ, а композитором — Масаки Миёси. Роль главного героя Синры Кусакабэ исполняет Хикару Макисима.

## Критика
На январь 2018 года было отпечатано более 1,8 млн томов манги. На июнь 2020 года это число составило уже 7,3 млн.
Gadget Tsūshin указали «Látom» (аналог слова «аминь») в своем списке популярных слов из аниме за 2019 год.